# Sutras de la tierra pura

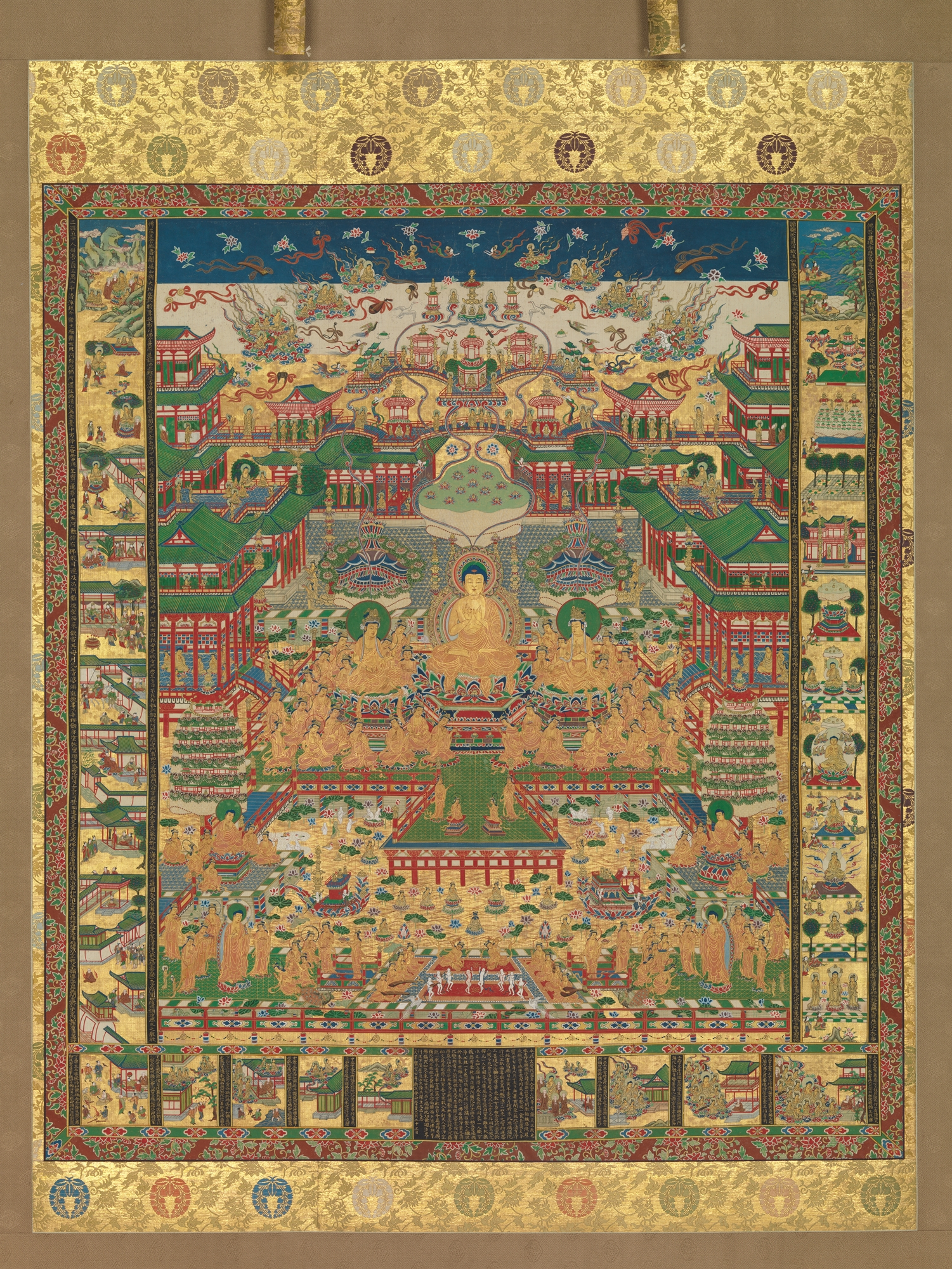
Copia japonesa del Mandala de Taima, el cual se basa en el Sutra de la Contemplación de Amitāyus.

Las sutras de la tierra pura son escrituras fundamentales del budismo Mahāyāna, específicamente importante en la tradición del budismo de la tierra pura, una prominente corriente de Mahāyāna. Las más importantes de todas las sutras de la tierra pura son las "tres sutras de la tierra pura" (chino: 淨土三部經), aunque existen otras sutras de importancia secundaria para el budismo de la tierra pura.
Las sutras de la tierra pura sirven como base principal para la teoría, budología y práctica de la tierra pura, la cual enfatiza la devoción hacia el Buda Amitābha y la aspiración a renacer en su tierra pura de Sukhāvatī ("tierra de la bienaventuranza"). La creencia central del budismo de la tierra pura es que, al recitar sinceramente el nombre de Amitābha y cultivar la fe, los practicantes pueden renacer en esta tierra pura, un reino libre de sufrimiento donde es fácil alcanzar la iluminación.
Las tres sutras de la tierra pura consisten en: el Sutra de Amitābha (o "Sutra corto de Sukhāvatīvyūha"), el Sutra de la Vida Infinita (Sutra de Amitāyus, 無量壽經, o "Sutra largo de Sukhāvatīvyūha") y Sutra de la Contemplación de Amitāyus (觀無量壽經). Estos textos ofrecen una visión de un camino compasivo y accesible hacia la iluminación a través de la gracia y el poder del Buda Amitābha. Su enfoque en la fe, la aspiración y la meditación ha tenido una profunda influencia en el desarrollo de la práctica budista, haciendo del Budismo de la Tierra Pura una de las formas más populares de budismo en Asia Oriental.

## Los tres sutras principales
El concepto de los "tres sutras de la tierra pura" (refiriéndose a los dos sutras de Sukhāvatī-vyūha - uno largo y uno corto y el Sutra de la Contemplación) es un desarrollo del budismo de Asia Oriental, especialmente importante para el budismo de la tierra pura. Estos textos fueron llevados a China durante la época del maestro Kumārajīva (344-413 EC), quien tradujo el sutra corto de Sukhāvatī-vyūha (Matriz de la Tierra Dichosa, T 366).Estos sutras de la tierra pura describen a Amitābha (cuyo nombre significa "Luz Infinita") y su campo de buda puro de Sukhāvatī (que se dice supera a todos los campos de buda).
Estos tres sutras se consideran los sutras principales de la tierra pura en el budismo de la tierra pura de Asia Oriental, donde son las principales fuentes de la doctrina de la tierra pura. En el budismo de la tierra pura chino, estos tres sutras se combinan con dos capítulos adicionales de otros sutras (la Oración de Aspiración de Samantabhadra del Sutra Avatamsaka y el capítulo de la práctica de Mahasthamaprapta del Sutra Shurangama) y un tratado de Vasubandhu (el Tratado del Renacimiento) para formar un canon de seis textos fundamentales de la tierra pura.
Según Julian Pas, los dos sutras de Sukhāvatī-vyūha se escribieron por primera vez durante los siglos I y II EC.Andrew Skilton escribe que las descripciones de Sukhāvatī dadas en los dos sutras de Sukhāvatī-vyūha sugieren que estas descripciones se usaban originalmente para la meditación: "Esta tierra, llamada Sukhāvatī o 'dichosa', se describe en gran detalle, de una manera que sugiere que los sutras se usaban como guías para la meditación de visualización, y también dan una impresión de un mundo mágico de intenso deleite visual y sonoro".
Algunos de los temas principales en estos textos incluyen la importancia de la fe sincera (信) en los votos del Buda Amitābha y la existencia de la tierra pura, la importancia de desarrollar la aspiración (pranidhana) a renacer en la tierra pura y la práctica del recuerdo del Buda Amitābha o la atención plena al buda (sánscrito: buddhanusmṛti).

### El Sutra de Amitābha
El Sutra de Amitābha, a menudo conocido como el Sutra de Sukhāvatīvyūha Corto, es el más corto y el más recitado de los tres sutras de la tierra pura. La mayor parte del sutra corto consiste en un discurso que el Buda Gautama dio en Jetavana, en Śrāvastī, a su discípulo Śāriputra. La enseñanza se centra en las maravillosas decoraciones y características que se encuentran en el campo de buda (o "tierra pura") de Sukhāvatī ("la Bienaventurada"), incluyendo estanques con joyas, coloridos lotos de joyas, lluvia de flores, árboles de joyas que emiten sonidos del Dharma, entre otros. También se habla de los seres que habitan allí, incluyendo al Buda Amitābha (cuyo nombre significa "Luz Inconmensurable" o "Radiancia Ilimitada"), llamado así porque "la luz del Tathāgata Amitābha brilla sin impedimentos en todos los reinos búdicos".

El texto también describe lo que uno debe hacer para renacer en Sukhāvatī. En el sutra, Śākyamuni enseña que uno debe hacer el voto de nacer en Sukhāvatī y enfocarse de manera única en el Buda Amitābha, para que después de la muerte renazca en la tierra pura. El pasaje clave que describe estas instrucciones dice (traducción de la edición en sánscrito): 

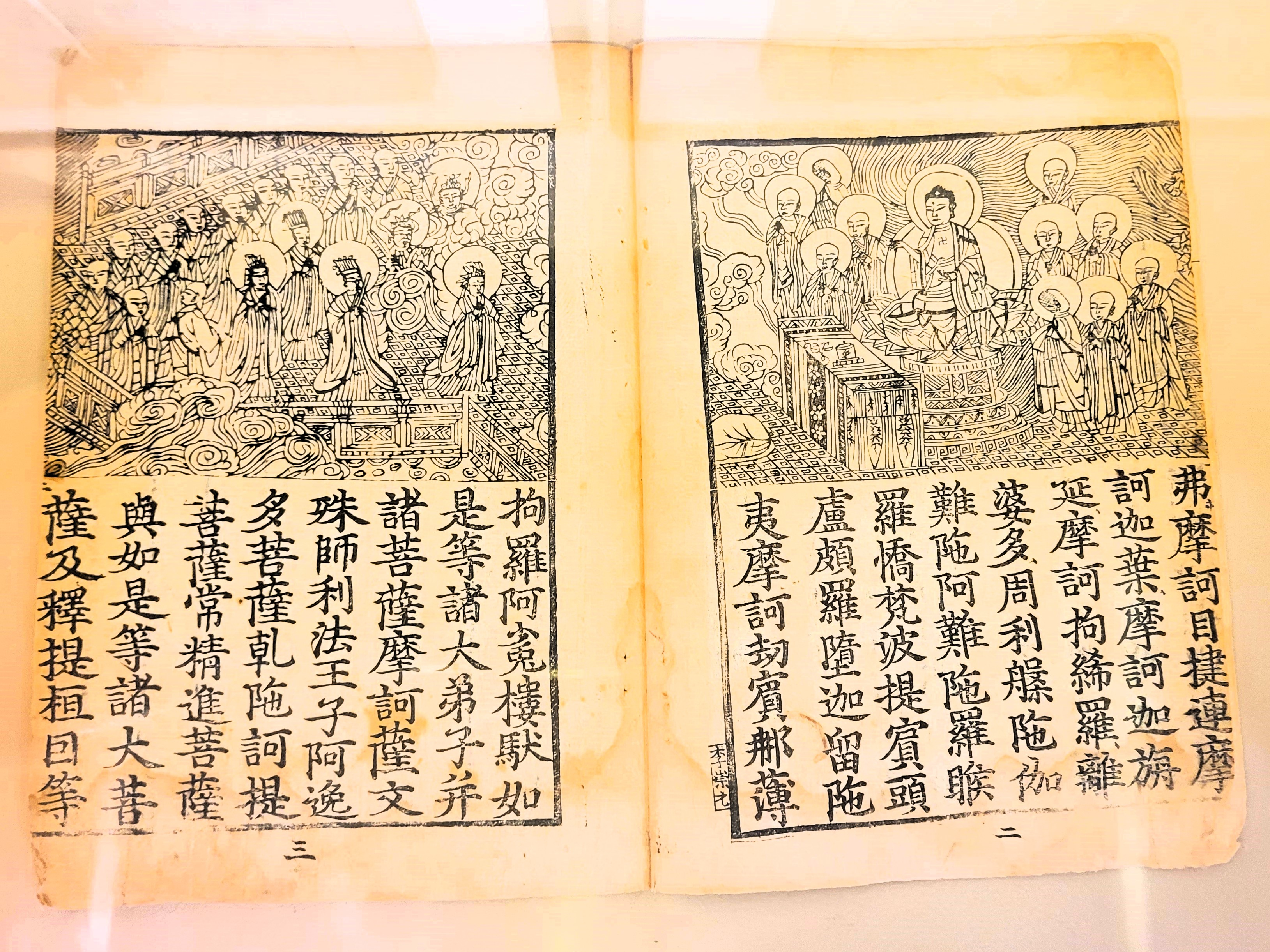
Sutra de Amitābha ilustrado, Corea, Templo Deokjusa

Además, Śāriputra, los seres deberían hacer votos hacia esa tierra de buda. ¿Por qué? Porque, en verdad, ellos se reúnen con personas virtuosas de tales cualidades. Oh Śāriputra, los seres no nacen en la tierra de buda del Tathāgata Amitāyus por tener raíces de virtud insignificantes. Oh Śāriputra, cualquier hijo o hija de buena familia que escuche el nombre de ese bhagavān, el Tathāgata Amitāyus, y habiéndolo escuchado, lo recuerde, o lo piense con una mente no distraída durante una noche, o dos noches, o tres noches, o cuatro noches, o cinco noches, o seis noches, o siete noches, cuando esa persona de buena familia muera, en ese momento, el Tathāgata Amitāyus, rodeado por una saṅgha de śrāvakas y encabezado por una comitiva de bodhisattvas, aparecerá ante ellos. Ellos morirán con una mente serena y sin perturbaciones. Habiendo muerto, renacerán en el mundo de Sukhāvatī, la tierra de buda de el mismo Tathāgata Amitāyus. Por lo tanto Śāriputra, viendo esta intención, así digo: un hijo o hija de buena familia debería devotamente hacer votos de aspiración hacia esa tierra de buda.
El Buda luego describe a los diversos budas de las seis direcciones y cómo ellos también enseñan el mismo principio sobre el renacimiento en Sukhāvatī.Por lo tanto, el Buda explica que un título alternativo para este sutra es "Abrazado por todos los Budas", ya que todos los Budas exponen la enseñanza de la fe en la tierra pura de Amitabha. El sutra concluye con el buda afirmando que esta enseñanza es en realidad muy difícil de creer, llamándola "la más difícil de las dificultades" y "el Dharma que es más difícil de aceptar por todo el mundo."
El Sutra de Amitābha fue traducido de una lengua índica al chino literario por el maestro Tripiṭaka Kumārajīva en el año 402. Los dos sutras originales de Sukhāvatīvyūha pudieron haber escritos en la India tan temprano como en los siglos I o II EC (durante la era kushán). Es posible que hayan sido compuestos en Gandhari o en algún otro idioma prácrito. Una traducción posterior de este sutra fue realizada por Xuanzang (602-664 EC), pero no es tan utilizada como la de Kumārajīva, la cual es la edición estándar en la tradición del este asiático.

### El Sutra de Vida Inmensurable
El Sutra de Vida Inmensurable (completo: Buddha Habla el Sutra de Amitāyus, Fóshuō Wúliángshòu Jīng 佛説無量壽經), también conocido como el Sutra Largo de Sukhāvatīvyūha. Amitāyus ("Vida Inmensurable") es otro nombre para el Buda Amitābha, la figura preeminente en el budismo de la tierra pura.
Este sutra es conocido por contener los votos pasados (pūrva-praṇidhāna) del Buda Amitābha, específicamente los 48 votos hechos durante su carrera como bodhisattva Dharmākara (法藏), hace muchos eones. Estos votos delinean las condiciones y características de su futura tierra pura o "campo de Buda". El más famoso de estos votos es el decimoctavo voto, que asegura que cualquiera que invoque sinceramente el nombre de Amitābha, con la intención de renacer en la tierra pura, ciertamente alcanzará el renacimiento allí.Esto sirve como una base doctrinal principal para la tradición de la tierra pura, subrayando la idea de que el renacimiento en Sukhāvatī es accesible a todos los seres a través del mérito infinito y la gracia de Amitābha.
Según el sutra, aquellos que desean renacer en el campo de buda de Sukhavati deben dar origen a la bodhicitta, meditar en Amitabha, escuchar y recitar su nombre, orar para renacer allí y acumular mérito. Entonces, en el momento de la muerte, Amitābha aparecerá a aquellos que han practicado sinceramente y deseado renacer allí y los llevará a Sukhavati. Los Bodhisattvas que llegan a Sukhavati desde otras tierras también podrán entrar en la etapa de "un nacimiento más" (hasta la budeidad) y también podrán renacer de Sukhavati a otros mundos para ayudar a todos los seres en el universo. Desde Sukhavati, los seres también podrán visitar otros campos de buda para ver muchos otros Budas.   Por lo tanto, este campo de buda hace mucho más fácil para alguien alcanzar la iluminación.
El sutra también contiene una narrativa de la vida pasada de Amitābha como bodhisattva, enfatizando su infinita compasión y su creación de la tierra pura. En el Sutra Largo de Sukhāvatīvyūha, Gautama Buddha comienza describiendo a su asistente Ānanda la vida pasada de Amitābha. Afirma que en una vida pasada, Amitābha fue una vez un rey que renunció a su reino y se convirtió en un bodhisattva llamado Dharmākara ("Almacén de Dharma") y dio origen a la aspiración de alcanzar la budeidad para ayudar a todos los seres. También tuvo la aspiración de crear el campo de buda más perfecto como lugar ideal para alcanzar el despertar. Bajo la guía del buda Lokeśvararāja ("Rey Soberano del Mundo"), innumerables tierras de buda en las diez direcciones fueron reveladas a Dharmākara. Después de meditar durante cinco eones sobre cómo organizar la tierra de buda perfecta, hizo una gran serie de cuarenta y ocho votos, y a través de su gran mérito, creó el reino de Sukhāvatī ("Felicidad Suprema").

El pasaje más influyente del sutra para la exégesis del budismo de la tierra pura son los pasajes que describen los votos 18, 19 y 20 de Amitabha, que establecen:
(voto 18) Si, cuando yo logre la Budeidad, los seres sintientes de las diez direcciones, que con mente sincera se encomienden, y aspiren a nacer en mi tierra, diciendo mi Nombre si acaso solo diez veces, no nazcan allí, que yo no pueda lograr la suprema Iluminación.
(voto 19) Si, cuando yo logre la Budeidad, los seres sintientes en las tierras de los diez sectores, que despierten la aspiración por la Iluminación, y que haciendo varias acciones meritorias sinceramente tengan el deseo de nacer en mi Tierra, y no puedan, en su muerte, verme aparecer ante ellos rodeados por una multitud de sabios, que yo no pueda obtener la Iluminación perfecta.

(voto 20) Si, cuando yo logre la Budeidad, los seres sintientes en las tierras de los diez sectores que, habiendo oído mi Nombre, concentren sus pensamientos en mi tierra, planten raíces de virtud y sinceramente transfieran sus méritos hacia mi tierra con el deseo de nacer allí, y no pueden eventualmente lograr sus aspiraciones, que yo no pueda obtener la perfecta Ilustración.
También hay muchos otros beneficios y descripciones de esta tierra pura enumerados en los diversos votos de Amitabha. Por ejemplo, una vez que los seres nacen en la tierra pura, tendrán muchas de las habilidades y características físicas de un buda completamente despierto, como el ojo divino, el oído divino y la capacidad de leer la mente de los demás (según los votos 6, 7, 8), así como las 32 marcas corporales de un buda (voto 21).Además, se dice que los seres nacidos en la tierra pura de Amitabha tienen tiempo ilimitado para practicar el Dharma del buda (en el voto 15), nunca perecerán ni volverán a un renacimiento inferior debido a su logro de la etapa de no retroceso (voto 2), y están seguros de su futuro logro de la budeidad (voto 11).
La tierra pura en sí misma es tan clara y pura que refleja perfectamente todos los demás sistemas mundiales (voto 31). Todas las características de la tierra pura serán tan finas que serán imperceptibles (voto 27), y la tierra misma, con todos sus árboles y edificios, estará adornada con las siete clases de joyas brillantes (voto 32).
El sutra también afirma que Amitabha ha alcanzado la budeidad y, por lo tanto, estos votos se han cumplido. También describe en detalle la naturaleza de la "Tierra de la Paz y la Bienaventuranza", su belleza, magnificencia y características cómodas, así como la forma en que las diversas características de la tierra enseñan el Dharma a todos los seres allí.
El sutra largo también menciona que los seres con poco logro o virtud pueden alcanzar la tierra pura, aunque también afirma que cómo y dónde nacerán una vez dentro de la tierra pura está correlacionado con su nivel de logro espiritual. Solo aquellos que han cometido los cinco hechos heinosos (como matar a un padre, matar a un monje etc.) o han calumniado el dharma están excluidos de la tierra pura según el sutra largo.

#### Historia del sutra
Según Hajime Nakamura, es probable que el Sukhāvatīvyūha largo debiera mucho a la secta Lokottaravāda por su compilación, ye que en este sūtra hay muchos elementos en común con el Mahāvastu.Las primeras traducciones al chino muestran rastros de haber sido traducidas del idioma Gāndhārī, un prácrito usado en el noroeste del subcontinente indio.También se sabe que existían manuscritos en escritura Kharoṣṭhī en China durante este período.
Tradicionalmente, se cree que el Sūtra Sukhāvatīvyūha largo fue traducido al chino doce veces entre 147 y 713 d. C. Solo cinco traducciones existen en el canon budista chino.
Las cinco traducciones chinas son (en orden de fecha de traducción): 
1. Taisho Tripitaka no. 362 por Lokakṣema (siglo II d. C.);
2. T. 361, muy probablemente obra de Zhi Qian;
3. T. 360 en dos fascículos, por Buddhabhadra (359-429 d. C.), esta es la edición más ampliamente leída en el budismo del Este de Asia;
4. T. 310, que es parte del Mahāratnakūṭasutra compuesto, que fue traducido por Bodhiruci II (finales del siglo VI y principios del siglo VII);
5. T. 363), por Faxian (法賢; Dharmabhadra; también conocido como Tianxizai [天息災]; fl. 980-1000).

Además, hay una traducción tibetana, que es similar a las dos últimas recensiones posteriores en chino. Este es el "'Phags pa' od dpag med kyi bkod pa" (*Āryāmitābhavyūha; D 49 / P 760) traducido en el siglo IX por Jinamitra, Dānaśīla y Yeshe De.Además de las traducciones, el sūtra también existe en sánscrito, sobreviviendo en un manuscrito nepalés tardío. El sánscrito fue traducido directamente al inglés por Max Mueller.Es una versión similar a la edición tibetana.

### El Sutra de Contemplación

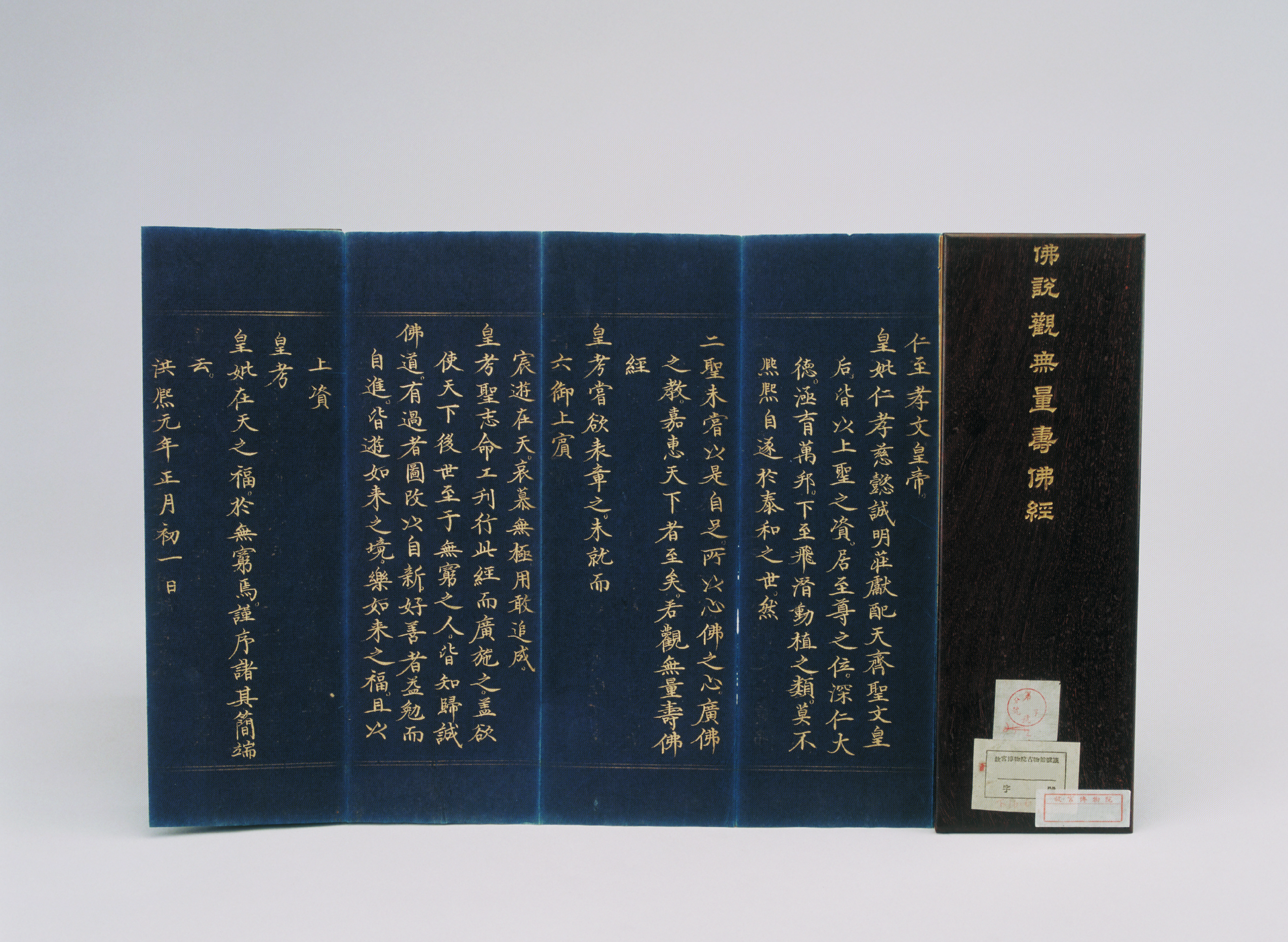
Una parte de una copia del Sutra de la Contemplación de Amitāyus, c. dinastía Qing.

El Sutra de la Contemplación de Amitāyus (en chino tradicional, 佛說觀無量壽佛經; pinyin, Fóshuō guān wúliàngshòufó jīng, reconstrucción sánscrita: Amitāyurdhyāna Sūtra o Amitāyur-buddhānusmṛti-sūtra; Taisho Tripitaka no. 365) es el sutra final de los "tres sutras" del budismo tierra pura oriental.
Este sūtra se centra principalmente en meditaciones que involucran visualizaciones de Amitabha y su tierra pura de Sukhavati. Se cree que fue compuesto en el siglo V.
El texto comienza con una historia en la que un príncipe llamado Ajataśatru fue seducido por el villano Devadatta para asesinar a su padre, el rey Bimbisara, con el fin de ascender al trono. Ajataśatru mata a su padre y casi mata a su madre, la reina Vaidehi, pero después de recibir el consejo de sus otros ministros, cede y arroja a su madre a la cárcel. Lamentando su destino, la reina Vaidehi reza al Buda Gautama en busca de ayuda, y él la visita magicamente. Vaidehi expresa su deseo de nacer en la tierra pura de Amitābha. Shakyamuni sonríe, emitiendo luz de su boca, y le enseña a Vaidehi cómo renacer en la tierra pura. El Buda le dice que aunque ella está en prisión, todavía podría obtener la liberación a través de las prácticas de meditación en Amitābha.Esta historia hace referencia a incidentes históricos de la dinastía Haryanka de Magadha, y la tensión religiosa entre Gautama Buddha y su cuñado, Devadatta.
Dieciséis Contemplaciones
En la sección principal del sutra, el Buda le presenta el método de visualizar la tierra pura a través de una serie de dieciséis prácticas contemplativas. Las dieciséis contemplaciones incluyen visualizar la puesta del sol, las diversas características de la tierra pura (como los lotos, los árboles de joyas, etc) y al mismo Amitābha. El propósito de estas prácticas meditativas es desarrollar una visión clara de la tierra pura, cultivando una conexión mental y espiritual con Amitābha. Este sutra enfatiza el poder de la visualización meditativa y sirve como guía para los practicantes de meditación tierra pura.
Las trece contemplaciones se describen en orden de la siguiente manera:
1. Contemplación de la puesta del sol
2. Contemplación de una extensión de agua
3. Contemplación del suelo en la tierra pura
4. Contemplación de los árboles en la tierra pura
5. Contemplación de los estanques en la tierra pura
6. Contemplación de varios objetos en la tierra pura
7. Contemplación del trono de loto del Buda
8. Contemplación de la imagen de Amitābha
9. Contemplación de Amitābha mismo
10. Contemplación de Avalokiteśvara
11. Contemplación de Mahasthamaprapta
12. Contemplación de los aspirantes a la tierra pura
13. Contemplación de Amitābha y los dos bodhisattvas

#### Nueve niveles de loto
La última parte del Sutra de la Contemplación de Amitāyus describe los nueve "niveles de loto" en los que se categorizan aquellos que renacen en la tierra pura de Amitābha, que van desde el más alto hasta el más bajo.Estos niveles se basan en las cualidades espirituales y las acciones de los individuos durante su vida:
1. Nivel más alto del grado de loto superior: Seguidores devotos del Mahāyāna con una fe profunda y acciones virtuosas. Al morir, son recibidos por Amitābha y los bodhisattvas, y al renacer, alcanzan inmediatamente altos estados espirituales.
2. Nivel intermedio del grado de loto superior: Aquellos que comprenden el karma y las enseñanzas del Mahāyāna. Después del renacimiento, alcanzan es estado de no retrocesión en siete días.
3. Nivel más bajo del grado de loto superior: Aquellos que creen en el karma y desarrollan bodhicitta. Renacen y gradualmente alcanzan la iluminación después de siete días.
4. Nivel más alto del grado intermedio: Observadores de los preceptos budistas que, tras la muerte, son recibidos por Amitābha y alcanzan el nivel de arhat una vez que se abren sus botones de loto.
5. Nivel intermedio del grado intermedio: Aquellos que observan los preceptos, incluso por un breve período. Después del renacimiento, se convierten en iniciadores del flujo (sotapanna) y alcanzan el estado de arhat después de medio kalpa.
6. Nivel más bajo del grado intermedio: Individuos que realizan buenas acciones, como ser respetuosos con los padres. Después del renacimiento, alcanzan el estado de arhat después de un pequeño kalpa.
7. Nivel más alto del grado bajo: Aquellos que han cometido acciones malas, pero escuchan las enseñanzas de Amitābha antes de morir. Pasan un período prolongado en botones de loto antes de alcanzar el primer bhūmi como bodhisattvas después de diez pequeños kalpas.
8. Nivel intermedio del grado bajo: Aquellos que han cometido ofensas contra el Dharma. Al renacer, son confinados en botones de loto durante seis kalpas antes de escuchar las enseñanzas del Mahāyāna.
9. Nivel más bajo del grado bajo: Malhechores graves que, después de escuchar el nombre de Amitābha, pueden renacer en la tierra pura. Después de un largo período en botones de loto, finalmente escuchan las enseñanzas del Mahāyāna después de doce kalpas.

El sutra enfatiza que todos estos seres, independientemente de su nivel espiritual, pueden lograr el renacimiento en la tierra pura contemplando a Amitābha o invocando su nombre, en conformidad con los 48 votos de Amitābha, incluido el Voto Primal.

#### Historia
Según la tradición china, fue traducido al chino por un monje llamado Kālayaśas 畺良耶舍 entre los años 424 y 442 d. C. Sin embargo, la erudición moderna generalmente considera que es una composición no india, posiblemente escrita en China o en Asia Central. No se ha descubierto un original en sánscrito, no existen traducciones tibetanas y el texto también muestra influencias asiáticas, incluidas referencias a traducciones anteriores de textos chinos de la tierra pura. Los estudiosos modernos aceptan generalmente que el texto describe una meditación practicada en Asia Central, pero con adiciones chinas.
Jonathan Silk también ha demostrado que la narrativa del marco se basa en una historia conocida en la India, por lo que al menos este elemento del sutra tiene una base índica.Otras evidencias apuntan a un origen en Asia Central para al menos parte del contenido del sutra. Pinturas murales en Turfan, representan los contenidos del sutra.Otras pinturas similares, llamadas Guanjing bianxiang 觀經變相 (Representaciones ilustrativas del Sutra de las Visualizaciones), se encuentran en Dunhuang.

### Desarrollo histórico e influencia
Las doctrinas de los sutras de la tierra pura fueron desarrolladas por figuras influyentes de la tradición china de la tierra pura, como Tanluan (曇鸞), Daochuo (道綽) y Shandao (善導). Estos sutras también se convirtieron en fuentes centrales para maestros japoneses como Hōnen y Shinran. Budistas de Asia Oriental escribieron varios comentarios sobre estos sutras. Existen más de veinte comentarios sobre el Sutra Largo de Amitāyus escritos en China, Corea y Japón, todos basados en la traducción de Buddhabhadra / Saṅghavarman, que se convirtió en el estándar en el budismo chino.
El maestro de la escuela Dilun (una facción del Yogācāra chino), Jingying Huiyuan (523-592), fue el primer autor chino en escribir comentarios sobre el Sutra de Amitāyus y el Sutra de las Contemplaciones. Sus comentarios siguieron siendo influyentes en tiempos posteriores.
El patriarca de la Tierra Pura, Shandao 善導 (613–681), escribió un importante comentario sobre el sutra titulado Comentario sobre el Sutra de la Contemplación del Buda de la Vida Infinita 觀無量壽佛經疏 (T 1753).Según Shandao, este sutra fue enseñado para el beneficio del pueblo común (lo cual él ve ejemplificado en el personaje de la reina Videhi y en él mismo).Shandao escribe que para alcanzar la tierra pura, uno debe tener una profunda y sincera confianza en Amitābha, desear profundamente renacer en la tierra pura y luego practicar las cinco formas de práctica religiosa. La recitación del nombre de Amitābha es la práctica principal, apoyada por prácticas auxiliares como recitar los sutras de la Tierra Pura, visualizar y meditar en Amitābha, adorar y postrarse ante Amitābha, y alabar y hacer ofrendas a Amitābha.Estas prácticas conducen al nacimiento en la Tierra Pura, así como a la absorción meditativa (samadhi) y visiones de Amitābha en esta vida.Aunque Shandao enseñó estas prácticas auxiliares, también sostenía que recitar el nombre de Amitābha diez veces era suficiente para renacer en la tierra pura.
En Japón, las enseñanzas de estos sutras formaron la base de las escuelas Jōdo Shū y Jōdo Shinshū del budismo, que siguen siendo prominentes hasta el día de hoy. El estudioso de la Tierra Pura del siglo XII, Hōnen, escribió cuatro comentarios separados sobre el Sutra Largo.El énfasis en una práctica accesible, como la recitación del nombre de Amitābha, permitió que la tradición de la Tierra Pura se convirtiera en una de las formas de budismo más practicadas en Asia Oriental, especialmente entre los laicos.

## Otras importantes sutras de la tierra pura
Si bien las Tres Sutras de la Tierra Pura (el Sutra de Amitābha, el Sutra de la Vida Infinita y el Sutra de la Contemplación) son considerados las escrituras centrales del Budismo de la Tierra Pura, existe una colección más amplia de textos que han influido significativamente en el pensamiento y la práctica de la Tierra Pura. Estos incluyen sutras, pasajes de textos Mahayana más extensos y comentarios de importantes figuras budistas. Entre estos se encuentran el pasaje sobre Mahāsthāmaprāpta del Sutra Śūraṅgama, el capítulo de las Prácticas y Votos del Bodhisattva Samantabhadra del Sutra Avataṃsaka, y el Tratado sobre el Renacimiento de Vasubandhu (Upadeśa sobre el Sutra Sukhāvatīvyūha). Estos textos a menudo se enumeran junto con las tres sutras de la Tierra Pura de diversas maneras. Por ejemplo, en China, todas las sutras suelen ser llamadas "las cinco sutras de la Tierra Pura". El tratado de Vasubandhu a menudo se lista junto a las sutras como un texto central de la Tierra Pura.Otra escritura importante es el Sutra del Samadhi Pratyutpanna.